# Saxifraga insolens
Saxifraga insolens är en stenbräckeväxtart som beskrevs av Edgar Irmscher. Saxifraga insolens ingår i Bräckesläktet som ingår i familjen stenbräckeväxter. Inga underarter finns listade i Catalogue of Life.